# Niemieckie okręty podwodne typu U-27
Okręty podwodne typu U-27 – zbudowane w Cesarstwie Niemieckim cztery oceaniczne okręty podwodne o wyporności nawodnej 675 ton, które służyły w Kaiserliche Marine w latach 1914–1918.
Kontrakt na budowę tych jednostek powierzono 19 lutego 1912 roku stoczni Kaiserliche Werft w Gdańsku. Okręt prototypowy tego typu – SM U-27 – zwodowano 14 lipca 1913 roku, ostatnią zaś jednostkę 15 listopada 1913 roku. Okręty te po raz pierwszy wyposażone zostały w niezawodne, jak się okazało, czterosuwowe silniki wysokoprężne MAN o mocy 1000 KM oraz w dłuższe peryskopy o długości 6,2 metra, co ułatwiało im przebywanie na głębokości peryskopowej. Zamontowano w nich dwie dziobowe wyrzutnie torpedowe kalibru 50 cm i dwie takie same wyrzutnie na rufie. W będących rozwinięciem wcześniejszych typów jednostkach U-27 czas całkowitego zanurzenia skrócono do 80 sekund.
Wszystkie okręty tego typu wzięły udział w działaniach podwodnych podczas I wojny światowej. 18 października 1914 roku U-27 jako pierwszy okręt podwodny w historii zatopił inny okręt podwodny – brytyjski HMS E3. 18 marca 1915 roku SM U-29 zatonął po staranowaniu przez pancernik HMS „Dreadnought”, dowodzony przez kapitänleutnanta Bernda Wegenera U-27 zatonął 19 sierpnia 1915 roku zatopiony przez Q-Ship HMS „Baralong” a ocalali rozbitkowie zostali wymordowani na rozkaz dowódcy brytyjskiego okrętu; 2 sierpnia 1917 roku U-28 zatonął po eksplozji amunicji przewożonej przez cel jego ataku, zaś poddany Brytyjczykom 22 listopada 1918 roku U-30 został złomowany krótko po zakończeniu wojny.